# 脚折雨乞

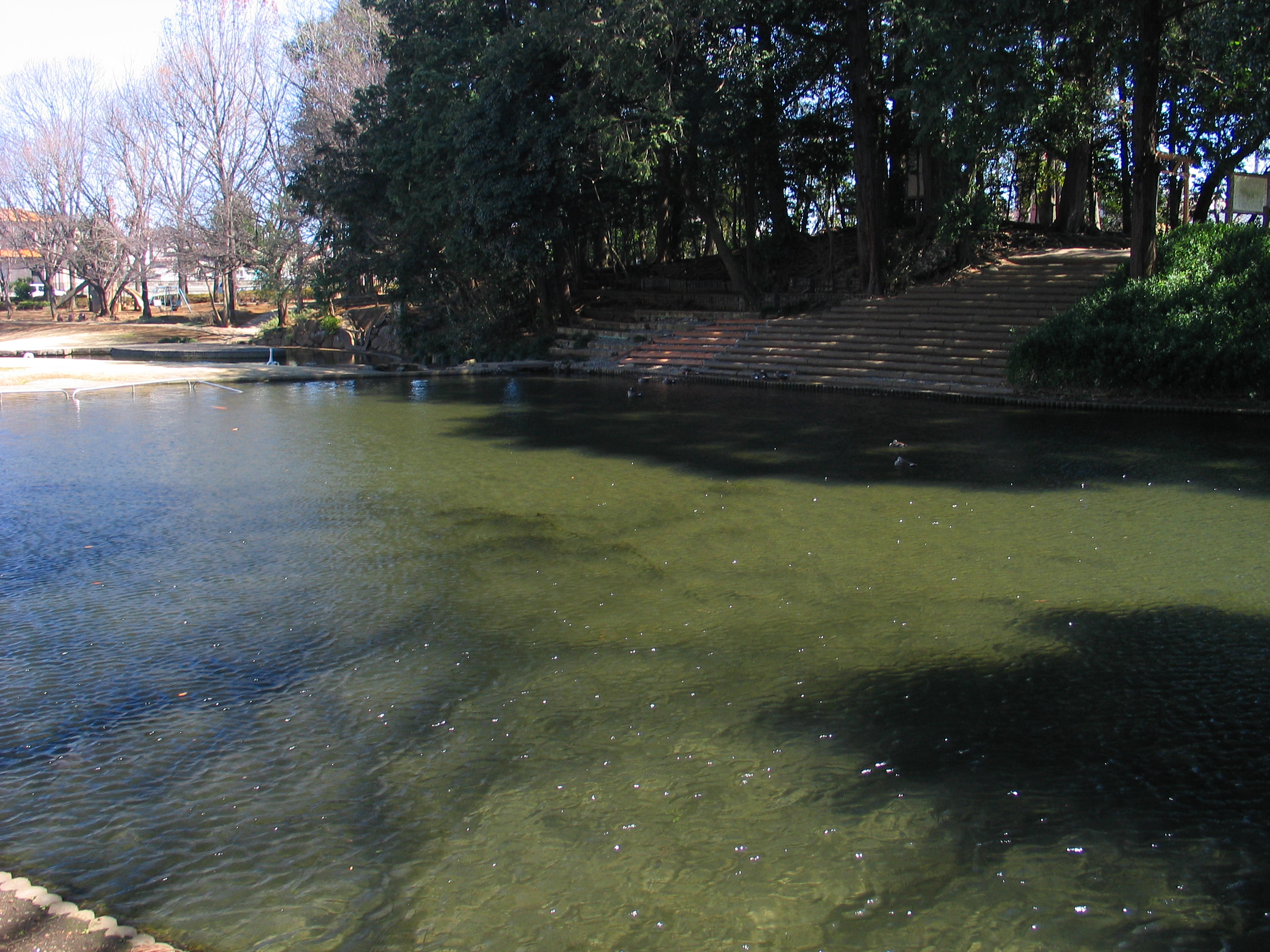
雷電池（2012年3月）

脚折雨乞（すねおりあまごい）は、埼玉県鶴ヶ島市に伝わる雨乞い行事。
巨大な蛇体を作って練り歩き、雷電池（かんだちがいけ）へ導くことで降雨を祈願する。かつては旱魃の年に行われていたが、近隣の住宅地化と専業農家の減少によって途絶の危機に瀕し、1976年（昭和51年）以降は4年に1度行うことで保存継承を図っている。1976年（昭和51年）に市指定無形文化財、2005年（平成17年）に国の選択無形民俗文化財に選択された。また、2000年（平成12年）5月5日には、埼玉新聞社の「21世紀に残したい・埼玉ふるさと自慢100選」に選出された。
なお、2020年（令和2年）は新型コロナウイルス感染拡大防止のため開催中止となったが、2024年（令和6年）8月4日に8年ぶりの開催が決定した。

## 行事概要
竹や麦藁を用いて作られる蛇体は龍蛇（りゅうだ）と称し、長さ36 m、重さ3 tになる巨大なものである。かつて脚折村の鎮守であった白鬚神社で祈祷を行い、途中善能寺を経由しておよそ2 kmの行程を練り歩いて脚折5丁目の雷電池に至る。龍蛇は板倉雷電神社(いたくららいでんじんじゃ)の神水とともに池に導かれた後、担ぎ手により解体され、その一部を持ち帰れば幸が訪れるとされる。

## 伝承
かつて雷電池には雷や雨をつかさどる大蛇が棲んでおり、ほとりの雷電社に祈れば必ず雨が降ると言われていた。しかし寛永年間の新田開発により池は狭くなり、大蛇が上州板倉（群馬県邑楽郡板倉町）に移ってしまったため、以後は雨乞いの効果がなくなってしまった。そこで板倉雷電神社で降雨祈願をしてそこの池の水を持ち帰ったところ、たちまち空が曇りやがて雨が降ったという。

## テレビ特別番組
- ダイドードリンコスペシャル「思いをつなげ!脚折雨乞〜4年に1度の巨大龍〜」（2012年8月26日、テレビ埼玉）[5]